# 스카톨
스카톨(영어: skatole) 또는 3-메틸인돌(영어: 3-methylindole)은 인돌 계열에 속하는 유기 화합물이다. 고농도에서는 똥냄새가 나며, 대변의 주된 냄새 성분이다. 저농도에서는 꽃냄새가 나며, 오렌지꽃, 재스민, 인도대추(Ziziphus mauritiana)등 여러 종류의 꽃과 에센셜 오일에서 발견된다.
스카톨은 많은 향수 및 방향 화합물에서 향료 및 보류제로 사용된다. "스카톨"이라는 이름은 "대변(大便 ,feces)"을 의미하는 그리스어 어원인 "skato-"에서 파생되었다. 스카톨은 1877년에 독일의 의사 루드비히 브리거(Ludwig Brieger, 1849–1919)에 의해 발견되었다.

## 생합성, 화학합성 및 반응
스카톨은 포유류의 소화관에서 아미노산인 트립토판으로부터 유도된다. 트립토판은 인돌아세트산으로 전환된 다음, 탈카복실화되어 메틸인돌을 생성한다.
스카톨은 피셔 인돌 합성을 통해 합성될 수 있다.
스카톨은 페로사이안화 칼륨으로 처리하면 보라색을 띈다.

## 곤충 유인
스카톨은 다양한 종류의 난초꿀벌의 수컷에게 매력적인 화합물 중 하나이며, 페로몬을 합성하기 위해 화학 물질을 모으는 것으로 보인다. 스카톨은 일반적으로 연구용 꿀벌의 미끼로 사용된다. 스카톨은 태즈메이니아 풀 그럽 딱정벌레(Aphodius tasmaniae)의 유인제로도 알려져 있다.
스카톨은 야외 및 실험실 조건 모두에서 모기를 유인하는 역할을 하는 것으로 나타났다. 스카톨은 대변에 존재하기 때문에 하천과 호수에서 처리되지 않은 생활하수 및 산업폐수에 들어있어서 합류식 하수관거 월류수(CSO)에서 발견된다. 따라서 합류식 하수관거 월류수는 웨스트 나일 바이러스와 같은 모기 매개 질병을 연구할 때 특히 중요하다.

## 동물 연구
스카톨은 염소, 양, 쥐 및 일부 마우스 균주에서 폐부종을 유발하는 것으로 나타났다. 스카톨은 폐에서 사이토크롬 P450 효소의 주요 부위인 클럽 세포를 선택적 표적으로 삼는 것으로 보인다. 이들 효소는 스카톨을 반응성 중간생성물인 3-메틸렌인돌레닌으로 전환시키고, 단백질 부가물을 형성하여 세포를 손상시킨다.
정소 스테로이드인 안드로스테논과 함께 스카톨은 수퇘지의 웅취의 주요 결정요인으로 간주된다.
스카톨은 구취에도 기여한다.

## 활용
스카톨은 아티프로신의 합성의 시작 물질이다.

## 같이 보기
- 인돌
- 1-메틸인돌
- 2-메틸인돌 (메틸케톨)
- 5-메틸인돌
- 7-메틸인돌
- 카다베린